# (21151) 1993 LO1
(21151) 1993 LO1 là một tiểu hành tinh vành đai chính. Nó được phát hiện bởi Robert H. McNaught ở Đài thiên văn Siding Spring ở Coonabarabran, New South Wales, Australia, ngày 13 tháng 6 năm 1993.